# 豊水村
豊水村（とよみずむら）は、熊本県の北部、玉名郡にかつてあった村。

## 歴史
- 1889年4月1日 - 玉名郡川島村、千田川原村、小野尻村、小島村、北牟田村が合併し、豊水村が成立。
- 1954年4月1日 - 玉名町、玉名村、築山村、大浜町、滑石村、八嘉村、梅林村、小田村、石貫村、月瀬村、伊倉町と合併して玉名市となる。

## 学校
- 豊水村立豊水小学校